# Julija Walerianowna Schadowskaja

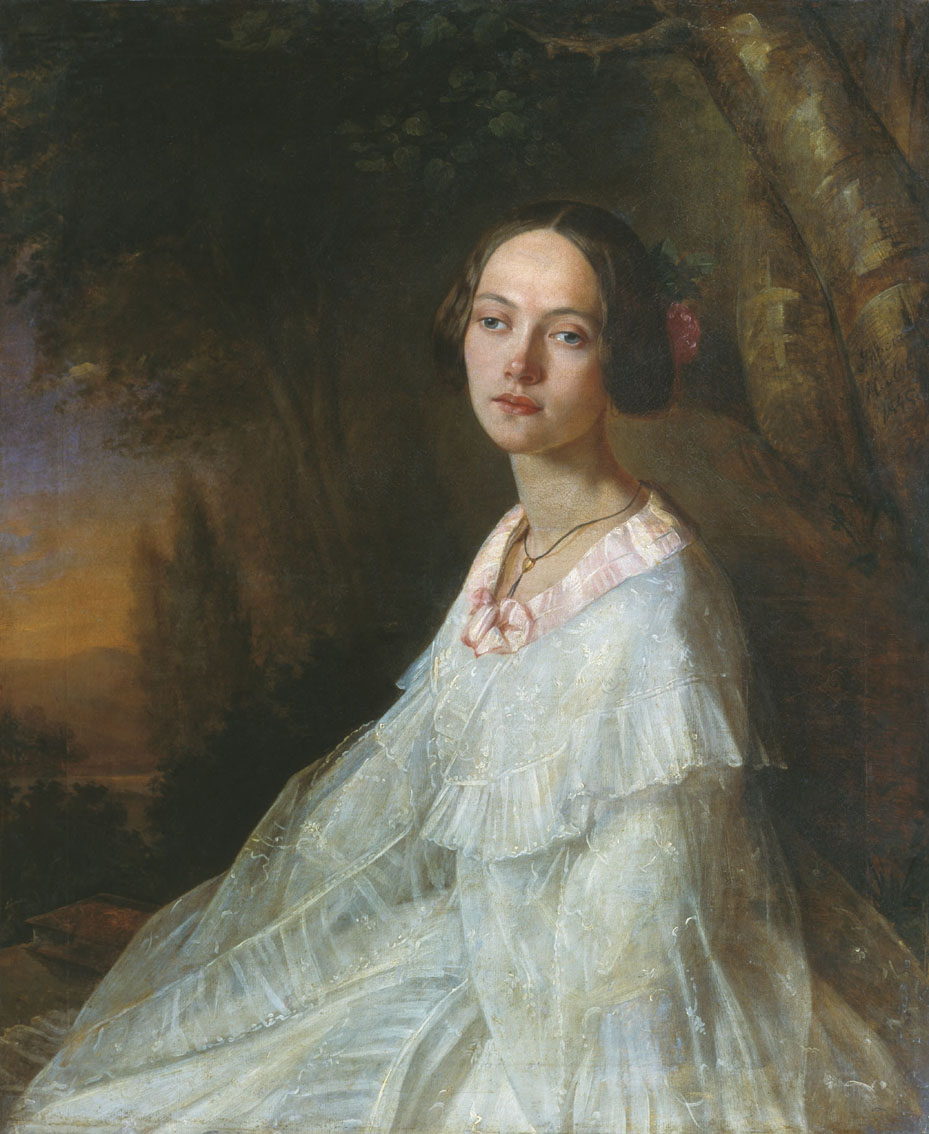
Julija Walerianowna Schadowskaja (N. A. Lawrow, 1845)

Julija Walerianowna Schadowskaja (russisch Юлия Валериановна Жадовская; * 29. Junijul. / 11. Juli 1824greg. im Dorf Subbotino, Ujesd Ljubim, Gouvernement Jaroslawl; † 28. Julijul. / 9. August 1883greg. im Dorf Tolstikowo, Ujesd Bui, Gouvernement Kostroma) war eine russische Dichterin.

## Leben
Schadowskaja, Tochter des Marine-Offiziers a. D. Walerian Nikandrowitsch Schadowski, wurde ohne linke Hand und mit nur drei Fingern an der rechten Hand geboren und verlor 1825 ihre Mutter. Sie wuchs zunächst bei ihrer Großmutter und dann bei ihrer Tante Anna Gotowzewa auf, die die Literatur liebte und Artikel und Gedichte veröffentlichte.
Im Pribytkowa-Pensionat in Kostroma verliebte sich Schadowskaja in den Russisch-Lehrer Pjotr Perewlesski (1814?–1866), der sie sehr förderte. Der Vater war gegen eine Ehe seiner Tochter mit einem ehemaligen Seminaristen und holte sie zu sich nach Jaroslawl, wo sie heimlich lernte, las und schrieb. Als er ihre dichterischen Versuche bemerkte, nahm er sie mit nach Moskau und St. Petersburg, um ihr Entwicklungsmöglichkeiten zu eröffnen.
In Moskau lernte Schadowskaja den slawophilen Verleger Michail Pogodin kennen, der einige ihrer Gedichte im Moskwitjanin veröffentlichte. In St. Petersburg gehörten zu ihren Bekannten die Schriftsteller Fürst Pjotr Wjasemski, Eduard Huber, Alexander Druschinin, Iwan  Turgenew und Michail Rosenheim. Sie veröffentlichte 1846 ein Buch mit ihren Gedichten, das sie weithin bekannt machte. Wissarion Belinskis Rezension fiel kritisch aus, wobei die frühen Gedichte aus dem Moskwitjanin im Mittelpunkt standen. Während ihres zweiten Moskau-Aufenthalts lernte sie Alexei Chomjakow, Michail Sagoskin, Iwan Aksakow und andere Slawophile kennen, wurde selbst aber nicht slawophil. Ihr zweiter Gedichtband erschien 1858. Ihre Liebeslyrik regte Alexander Warlamow, Michail Glinka, Alexander Dargomyschski und Alexander Gretschaninow zu Kompositionen an.
Schadowskaja heiratete 1862 den sehr viel älteren Doktor Karl Bogdanowitsch Sewen, um sich aus der Vormundschaft ihres Vaters zu befreien. Ihre Gedichte spiegelten ihre erlebten Enttäuschungen wider und beklagten das Unglück in der Liebe, die die Lebensentwicklung behindernden und verhindernden Zwänge und die Leere des Daseins. Ihre Prosawerke über unglückliche Frauen waren weniger erfolgreich, sodass sie schließlich aufhörte zu schreiben.
Schadowskajas vollständige gesammelte Werke wurden 1885–1886 von ihrem Bruder Pawel Schadowski. herausgegeben.